# Liste der Deutschen Meister im Beach Polo
Die Liste der Deutschen Meister im Beach Polo enthält die Sieger und Finalisten der Internationalen Deutschen Meisterschaften im Beach Polo. Abweichend zum Polo auf Rasenplätzen wird dabei mit kleineren Mannschaften gespielt: Ein Team besteht aus nur zwei Spielern. Auch das Spielfeld ist erheblich kleiner als beim traditionellen Polo: Statt 300 × 200 Yards (ca. 274 × 183 m) empfiehlt die International Beach Polo Association eine Größe von 100 × 50 Yards (ca. 90 × 45 m).
Sofern ein Clubname angegeben ist, müssen nicht alle im Team dort Mitglied sein: Es ist üblich, sich durch Gastspieler zu verstärken. Spitznamen der Spieler (hier in Klammern und Anführungszeichen) kommen gelegentlich anstelle der eigentlichen Vornamen in Programmen und Ergebnislisten vor.

## 2016–2019
| 2016 | Timmendorfer Strand | Polo Club Mühlen (Team Wiessner Immobilien & Yachting) 0 | Polo Club Mühlen (Team Wiessner Immobilien & Yachting) 0 | 18 : 17 | Düsseldorfer Reit- und Polo Club (Team Jaeger-LeCoultre / Juwelier Lindner / Land Schleswig Holstein) | Düsseldorfer Reit- und Polo Club (Team Jaeger-LeCoultre / Juwelier Lindner / Land Schleswig Holstein) | Polo Club Timmendorfer Strand (Team Securitas AG / Borgward Bag for Good) 0        | Polo Club Timmendorfer Strand (Team Securitas AG / Borgward Bag for Good) 0        | 8 : 7 | Norddeutscher Polo Club (Team SIGMA / Timmendorfer Strand – Niendorf Tourismuszentrale)                                       | Norddeutscher Polo Club (Team SIGMA / Timmendorfer Strand – Niendorf Tourismuszentrale)                                       |
| 2016 | Timmendorfer Strand | René Kleinlugtenbelt                                     | 0                                                        | 18 : 17 | Wolfram Trudo Knoefel                                                                                 | 0 | Jeanette Diekmann                                                                  | 0                                                                                  | 8 : 7 | Christian Grimme | +1 |
| 2016 | Timmendorfer Strand | Patrick Maleitzke                                        | +4                                                       | 18 : 17 | Thomas Winter                                                                                         | +5 | Hector Monserrat                                                                   | +4                                                                                 | 8 : 7 | Lukas Sdrenka | +4 |
| 2017 | Timmendorfer Strand | Polo Club Mühlen (Team Securitas AG) 0                   | Polo Club Mühlen (Team Securitas AG) 0                   | 13 : 8  | Polo Club Timmendorfer Strand (Team Maritim Seehotel / Wizard) 0                                      | Polo Club Timmendorfer Strand (Team Maritim Seehotel / Wizard) 0                                      | Norddeutscher Polo Club (Team Hugo Pfohe - Ford / Land Schleswig-Holstein) 0       | Norddeutscher Polo Club (Team Hugo Pfohe - Ford / Land Schleswig-Holstein) 0       | 0     | Polo Club Lehnschulzenhof (Team Precise Hotel Collection / Juwelier Reuer / Augenklinik am Gendarmenmarkt / TK Mediaberatung) | Polo Club Lehnschulzenhof (Team Precise Hotel Collection / Juwelier Reuer / Augenklinik am Gendarmenmarkt / TK Mediaberatung) |
| 2017 | Timmendorfer Strand | Enno Hubertus Grams                                      | 0                                                        | 13 : 8  | Jeanette Diekmann                                                                                     | 0 | Christian Völkers                                                                  | 0                                                                                  | 0     | Steffen Lange | 0 |
| 2017 | Timmendorfer Strand | Patrick Maleitzke                                        | +4                                                       | 13 : 8  | Comanche Gallardo                                                                                     | +3 | Lukas Sdrenka                                                                      | +3                                                                                 | 0     | Hector Alvarez | +3 |
| 2018 | Timmendorfer Strand | Polo Club Mühlen (Team Securitas AG)                     | Polo Club Mühlen (Team Securitas AG)                     | 15 : 5  | Polo Club Timmendorfer Strand (Team Kensington / PoloPark Berlin)                                     | Polo Club Timmendorfer Strand (Team Kensington / PoloPark Berlin)                                     | Polo Club Mühlen (Team Hugo Pfohe - Mazda)                                         | Polo Club Mühlen (Team Hugo Pfohe - Mazda)                                         | 0     | Mixed Team (Team Land Schleswig Holstein / Wizard)                                                                            | Mixed Team (Team Land Schleswig Holstein / Wizard)                                                                            |
| 2018 | Timmendorfer Strand | Eckhard Juls                                             | 0                                                        | 15 : 5  | / Aziza Ghane / Richard Amon                                                                          | 0 | Torsten Geithner                                                                   | 0                                                                                  | 0     | Dele Iversen / Johan Funk Gallardo                                                                                            | +1 |
| 2018 | Timmendorfer Strand | Patrick Maleitzke                                        | +4                                                       | 15 : 5  | Carlos Alberto („Berty“) Zalazar                                                                      | +4 | Comanche Gallardo                                                                  | +3                                                                                 | 0     | Isabell Sobetzki | +1 |
| 2019 | Timmendorfer Strand | Polo Club Mühlen (Team Securitas AG) 0                   | Polo Club Mühlen (Team Securitas AG) 0                   | 29 : 16 | Rhein Polo Club Düsseldorf (Team blanche / petroglyph) 0                                              | Rhein Polo Club Düsseldorf (Team blanche / petroglyph) 0                                              | Frankfurter Polo Club (Team CDL Leasing / First Class Mobil / Timmendorfer Strand) | Frankfurter Polo Club (Team CDL Leasing / First Class Mobil / Timmendorfer Strand) | 0     | Polo Club Timmendorfer Strand (Team Thermofit / PoloPark Berlin / Wizard Textilmanufaktur)                                    | Polo Club Timmendorfer Strand (Team Thermofit / PoloPark Berlin / Wizard Textilmanufaktur)                                    |
| 2019 | Timmendorfer Strand | Torsten Geithner                                         | 0                                                        | 29 : 16 | Jeanette Diekmann                                                                                     | +1 | / Aziza Ghane                                                                      | +1                                                                                 | 0     | Achim Jähnke | +1 |
| 2019 | Timmendorfer Strand | Patrick Maleitzke                                        | +4                                                       | 29 : 16 | Chris(toph) van Eupen                                                                                 | +2 | Comanche Gallardo                                                                  | +3                                                                                 | 0     | Brad Rainford-Blackett | +3 |

## Ab 2020
| 2020 | (Timmendorfer Strand) | Abgesagt wegen der COVID-19-Pandemie.                                         | Abgesagt wegen der COVID-19-Pandemie.                                         | Abgesagt wegen der COVID-19-Pandemie. | Abgesagt wegen der COVID-19-Pandemie.                                      | Abgesagt wegen der COVID-19-Pandemie.                                      | 0                                                                      | 0                                                                      | 0 | 0                                                                                                  | 0                                                                                                  |
| 2021 | Sellin                | Polo Club Mühlen (Team Vela Hotels / Ventis)                                  | Polo Club Mühlen (Team Vela Hotels / Ventis)                                  | 15 : 10                               | Polo Club Timmendorfer Strand (Team Gothaer Versicherung by Karsten Topka) | Polo Club Timmendorfer Strand (Team Gothaer Versicherung by Karsten Topka) | Polo Club Schleswig-Holstein (Team Ostseebad Sellin)                   | Polo Club Schleswig-Holstein (Team Ostseebad Sellin)                   | 0 | Polo Club Timmendorfer Strand (Team Poolwerk / von Poll Immobilien)                                | Polo Club Timmendorfer Strand (Team Poolwerk / von Poll Immobilien)                                |
| 2021 | Sellin                | Torsten Geithner                                                              | 0                                                                             | 15 : 10                               | Heidi Silvey                                                               | 0                                                                          | Jeanette Diekmann                                                      | +1                                                                     | 0 | Romy Manow                                                                                         | 0                                                                                                  |
| 2021 | Sellin                | Patrick Maleitzke                                                             | +5                                                                            | 15 : 10                               | Marcelo („Tuky“) Caivano                                                   | +4                                                                         | Christopher Kirsch                                                     | +4                                                                     | 0 | Carlos Alberto („Berty“) Zalazar                                                                   | +4                                                                                                 |
| 2022 | Sellin                | Polo Club Mühlen (Team Jürgen Breuer / Dohrmann Fashion)                      | Polo Club Mühlen (Team Jürgen Breuer / Dohrmann Fashion)                      | 9½ : 6                                | Norddeutscher Polo Club (Team Polo Sylt)                                   | Norddeutscher Polo Club (Team Polo Sylt)                                   | Polo Club Mühlen (Team Cosmopolo / Getränke Becker)                    | Polo Club Mühlen (Team Cosmopolo / Getränke Becker)                    | 0 | Polo Club Timmendorfer Strand (Team Gothaer Versicherung by Karsten Topka)                         | Polo Club Timmendorfer Strand (Team Gothaer Versicherung by Karsten Topka)                         |
| 2022 | Sellin                | Torsten Geithner                                                              | 0                                                                             | 9½ : 6                                | Julian Winter                                                              | +2                                                                         | Hendrik Deistler                                                       | 0                                                                      | 0 | Heidi Silvey                                                                                       | 0                                                                                                  |
| 2022 | Sellin                | Patrick Maleitzke                                                             | +5                                                                            | 9½ : 6                                | Thomas Winter                                                              | +2                                                                         | Hector Ruben Aguirre                                                   | +3                                                                     | 0 | Marcelo („Tuky“) Caivano                                                                           | +4                                                                                                 |
| 2023 | Sellin                | Polo Club Mühlen (Team Jürgen Breuer / Dohrmann Fashion) 0                    | Polo Club Mühlen (Team Jürgen Breuer / Dohrmann Fashion) 0                    | 9 : 7                                 | Norddeutscher Polo Club (Team Adler) 0                                     | Norddeutscher Polo Club (Team Adler) 0                                     | Polo Club Mühlen (Team Ostseebad Sellin / Land Mecklenburg-Vorpommern) | Polo Club Mühlen (Team Ostseebad Sellin / Land Mecklenburg-Vorpommern) | 0 | Polo Club PoloPark Brandenburg (Team Gothaer Versicherung by Karsten Topka / Hotel Bernstein)      | Polo Club PoloPark Brandenburg (Team Gothaer Versicherung by Karsten Topka / Hotel Bernstein)      |
| 2023 | Sellin                | Daniel Deistler                                                               | +1                                                                            | 9 : 7                                 | Sophie Schmidt                                                             | +2                                                                         | Arlett Heinemann                                                       | 0                                                                      | 0 | Heidi Silvey                                                                                       | 0                                                                                                  |
| 2023 | Sellin                | Patrick Maleitzke                                                             | +6                                                                            | 9 : 7                                 | Thomas Winter                                                              | +2                                                                         | Lukas Sdrenka                                                          | +3                                                                     | 0 | Marcelo („Tuky“) Caivano                                                                           | +4                                                                                                 |
| 2024 | Sellin                | Polo Club Mühlen (Team Del Mare Einrichtungsservice / Stralsunder Möbelwerke) | Polo Club Mühlen (Team Del Mare Einrichtungsservice / Stralsunder Möbelwerke) | 12 : 6                                | Polo Club Mühlen (Team Hotel Bernstein / Dohrmann Fashion / Jürgen Breuer) | Polo Club Mühlen (Team Hotel Bernstein / Dohrmann Fashion / Jürgen Breuer) | Polo Club Landsberg-Ammersee (Team Toyota Lexus Schütt & Ahrens) 0     | Polo Club Landsberg-Ammersee (Team Toyota Lexus Schütt & Ahrens) 0     | 0 | Polo Club PoloPark Brandenburg (Team Gothaer Versicherung by Karsten Topka / Die Trocknungsprofis) | Polo Club PoloPark Brandenburg (Team Gothaer Versicherung by Karsten Topka / Die Trocknungsprofis) |
| 2024 | Sellin                | Arlett Heinemann                                                              | 0                                                                             | 12 : 6                                | Daniel Deistler                                                            | +1                                                                         | Max(imilian) van Eupen                                                 | +1                                                                     | 0 | Jeanette Diekmann                                                                                  | +1                                                                                                 |
| 2024 | Sellin                | Patrick Maleitzke                                                             | +6                                                                            | 12 : 6                                | Justo Imaz Espinar                                                         | +4                                                                         | Svenja Hölty                                                           | +2                                                                     | 0 | Carlos Alberto („Berty“) Zalazar                                                                   | +3                                                                                                 |